# Campestre (Alagoas)
Pour les articles homonymes, voir Campestre.
Campestre est une municipalité brésilienne dans l'État de l'Alagoas.